# Pseudopolybia vespiceps
Pseudopolybia vespiceps är en getingart som först beskrevs av Henri Saussure 1863.  Pseudopolybia vespiceps ingår i släktet Pseudopolybia och familjen getingar. Utöver nominatformen finns också underarten P. v. testacea.